# Thecla ohausi
Thecla ohausi är en fjärilsart som beskrevs av Robert Spitz 1933. Thecla ohausi ingår i släktet Thecla och familjen juvelvingar. Inga underarter finns listade i Catalogue of Life.